# Kopenhaska interpretacja mechaniki kwantowej
Interpretacja kopenhaska funkcji falowej jest interpretacją probabilistyczną. Mianowicie gęstość prawdopodobieństwa znalezienia cząstki w danym punkcie jest równa kwadratowi modułu funkcji falowej (funkcji falowej pomnożonej przez jej sprzężenie) w tym punkcie.
Interpretacja kopenhaska nie jest jedyną możliwą interpretacją – alternatywy to m.in. teorie zmiennych ukrytych, np. teoria de Broglie’a-Bohma, oraz hipoteza Wieloświata (Hugh Everett) czy dekoherencja kwantowa. Dyskusja na ten temat ujawnia ciekawe problemy na styku fizyki i filozofii nauki.

## Wstęp
W latach 20. XX w. w Kopenhadze wokół Bohra zawiązała się grupa naukowców zwana szkołą kopenhaską, obejmująca m.in. Heisenberga, Pauliego i Weizsäckera. W wyniku istnienia paradoksów mechaniki kwantowej oraz silnego rozwoju nowej dziedziny fizyki, jaką była w początkach XX wieku, zaistniała potrzeba interpretacji formalizmu kwantowego i jego konsekwencji. Szczególnie aktywnym na tym polu był Niels Bohr. Jego interpretacyjne wyjaśnienia – rozwijane zarówno przez fizyków jemu współczesnych, jak i kontynuatorów – nazwane zostały interpretacją kopenhaską mechaniki kwantowej. Kontynuatorzy Bohra nie zawsze zgodnie rozwijali pierwotne idee. Dlatego obecnie nawet w obrębie tzw. szkoły kopenhaskiej istnieją różnice zdań w pewnych kwestiach interpretacyjnych.
Interpretacja kopenhaska była związana z filozofią pozytywizmu logicznego forsowaną m.in. przez Koło Wiedeńskie. Mimo to większość jej zwolenników w ogóle nie słyszała o tych terminach, otwarcie lekceważąc filozofię (Richard Feynman, Stephen Hawking, Neil deGrasse Tyson i inni). David Mermin zrelacjonował interpretację kopenhaską obskuranckim shut up and calculate (ang. „zamknij się i licz”). Steven Weinberg przyznaje zasługi pozytywizmu dla sformułowania interpretacji kopenhaskiej, jednocześnie negując potrzebę uprawiania filozofii.

## Pomiar układu fizycznego
Pomiar układu fizycznego wprowadza niezbędne oddziaływanie między przyrządem pomiarowym a układem. Ponieważ materia z natury jest kwantowa, to nie jest możliwe dowolne zmniejszenie tego oddziaływania.
Jeżeli np. chcemy zaobserwować jakiś obiekt, to najczulszym „przyrządem pomiarowym” do realizacji tego celu będzie jeden foton.
Jeżeli liczba atomów badanego obiektu będzie rzędu 1020, to odrzut spowodowany uderzeniem fotonu w obiekt będzie niezauważalny. Więc możemy przyjąć, że obiekt nie doznał żadnego zakłócenia wskutek pomiaru.
Natomiast jeżeli w analogiczny sposób chcielibyśmy „zmierzyć” elektron, to rozpatrując standardowe jego rozmiary rzędu 10−15m wymagają użycia fotonu o długości fali mniejszej od rozmiarów elektronu. Foton o takiej długości fali posiada energię rzędu 108 MeV. Gdyby badany elektron był elektronem atomu wodoru (energia wiązania kilka eV), to zderzenie fotonu z elektronem spowodowałoby w konsekwencji nieograniczony odrzut elektronu. Nie można jednak użyć do pomiaru mniejszej części fotonu ze względu na kwantową naturę pola elektromagnetycznego.

## Interpretacja
Zgodnie z kopenhaską interpretacją zamknięty układ kwantowy rozwija się w czasie zgodnie z równaniem Schrödingera. W praktyce oznacza to, że przy zadanej funkcji falowej ψ(t=0), można otrzymać funkcję falową w dowolnym czasie t ≠ 0. Pomiar nad układem pewnej wielkości fizycznej powoduje nagłą redukcję funkcji falowej do jednej z funkcji własnych operatora reprezentującego mierzoną wielkość. Nie można jednak przewidzieć, do jakiego stanu własnego funkcja zostanie zredukowana. Można jedynie obliczyć prawdopodobieństwo tego przejścia. Skokowa redukcja funkcji falowej układu kwantowego jest do dziś problemem bardzo żywym. Wspomnianą redukcję funkcji falowej traktuje się jako postulat, gdyż nie wynika ona z matematycznego formalizmu.
Przyrząd pomiarowy składa się z takich samych elektronów, nukleonów i atomów, co badany układ. Więc można uważać za jeden system układ badany + przyrząd pomiarowy i jeżeli to będzie system zamknięty, to rozwijać się będzie w czasie zgodnie z równaniem Schrödingera i w rezultacie powinien przechodzić w superpozycję różnych stanów. Dopiero pomiar dokonany przez zewnętrzny drugi przyrząd pomiarowy spowoduje redukcję funkcji falowej złożonego systemu do jednego ze stanów dozwolonych. Tu pojawia się paradoks: moglibyśmy wprowadzić całą sekwencję układów pomiarowych, rozszerzając badany układ na cały wszechświat.
Pojawia się kwestia tożsamości obserwatora w takiej sytuacji oraz aparatury, jaką musiałby się posługiwać. W tej sytuacji interpretacja kopenhaska wprowadza świadomego obserwatora i postuluje, że nie sam akt pomiaru powoduje redukcję funkcji falowej, ale redukcja ta nastąpi wówczas, gdy wynik pomiaru dotrze do świadomości obserwatora. Więc na pomiar zjawiska kwantowego muszą się składać trzy elementy: świadomy obserwator, badany układ i aparat pomiarowy.

## Interpretacja funkcji falowej
Funkcja falowa (wektor stanu) układu kwantowego reprezentuje stan wiedzy (obserwatora) o tym układzie.
Jest to postulat interpretacji kopenhaskiej. Przyjęcie tego założenia pozwala wyjaśnić oraz zrozumieć istotę zjawiska redukcji funkcji falowej. Mianowicie jeżeli dokonujemy pomiaru, to wynik tego pomiaru w sposób istotny zmienia stan naszej wiedzy o mierzonym obiekcie – natomiast zmiana naszej wiedzy nie jest niczym tajemniczym.

## Nielokalność mechaniki kwantowej
Rozważamy układ dwóch fermionów o spinie początkowym S = 0, który rozpada się i fermiony zaczynają oddalać się od siebie w przeciwnych kierunkach, zakładając, że nie istnieje żadne zewnętrzne zaburzenie układu, spin układu, według Bohra, pozostanie zerowy, mimo że fermiony nie oddziałują ze sobą. Implikuje to, że jeżeli wyznaczymy w pomiarze kierunek spinu jednego z elektronów, to drugi elektron, niezależnie jak daleko się znajduje, będzie miał spin przeciwnie skierowany, co można sprawdzić wykonując pomiar nad drugim elektronem. Ponieważ to obserwator przez odpowiedni układ pomiarowy ustala kierunek spinu pierwszego elektronu, to tym samym powoduje odpowiedni kierunek spinu drugiego elektronu, bez żadnego działania na drugi elektron, ze względu na odpowiednio dużą odległość, uniemożliwiającą dotarcie sygnału nawet o prędkości światła. Ta część interpretacji kopenhaskiej nosi nazwę nielokalności mechaniki kwantowej.

## Weryfikacja eksperymentalna
W 1934 roku K. Popper zaproponował eksperyment, aby stwierdzić czy redukcja funkcji falowej jest procesem fizycznym czy też konieczny jest do tego świadomy obserwator.
Eksperyment składał się ze źródła cząstek S sprzężonych do całkowitego pędu p1 + p2=0 wysyłanych w przeciwnych kierunkach. Źródło emituje cząstki o niskiej intensywności, co oznacza, że prawdopodobieństwo, że obie cząstki zarejestrowane na obu krańcach w tym samym czasie między którymi zaszła interakcja przed ich emisją jest wysokie.
Po obu stronach znajdują się szczeliny za którymi umieszczono detektory rejestrujące cząstki po przejściu przez szczeliny. Detektory pracują w koincydencji, co oznacza, że rejestrują jedynie te pary cząstek, które przeszły jednocześnie przez obie szczeliny. Niezależnie od interpretacji stwierdza się, że jeżeli cząstka 1. przejdzie przez szczelinę A, to 2. cząstka przejdzie przez szczelinę B, a oba detektory zarejestrują ten proces. Dalej z zasady nieoznaczoności wiemy, że rozrzut pędu każdej cząstki w kierunku osi pionowej do toru lotu będzie tym większy im węższa będzie szczelina.
Następny krok to usunięcie szczeliny B. Sprzężenie cząstek powoduje, że pomiar położenia cząstki 1. na szczelinie A powoduje natychmiastową redukcję funkcji falowej cząstki 2. do stanu z takim samym rozrzutem położenia jak w przypadku cząstki 1. (analogicznie jak w eksperymencie EPR). W związku z czym rozrzut pędu cząstki 2. powinien być taki sam jak z obecną szczeliną B. Gdyby nie nastąpiła redukcja stanu cząstki 2. wywołana pomiarem cząstki 1., to rozrzut pędu cząstki 2. powinien być odpowiednio mniejszy.
Po raz pierwszy eksperyment Poppera przeprowadzili Kim i Shih w 1999 roku podnosząc pytanie o słuszność zasady nieoznaczoności.

## Krytyka
John Bell odrzucał interpretację kopenhaską na rzecz realistycznej mechaniki Bohma. Wbrew powszechnemu nieporozumieniu, Bell nie udowodnił indeterminizmu, lecz niezgodność mechaniki kwantowej z lokalnym realizmem. Sam wolał poświęcić lokalność niż realizm. Dopuszczał też hipotezę GRW.
Wielu fizyków, na przykład Stephen Hawking i David Deutsch, odrzuca interpretację kopenhaską na rzecz hipotezy wielu światów Everetta.
Do krytyków interpretacji kopenhaskiej należy też Roger Penrose, neguje on uzależnienie kolapsu funkcji falowej od świadomości obserwatora. Uważa, że odpowiednio zaprojektowane doświadczenie pokazałoby iż redukcja stanu kwantowego dokonuje się niezależnie od świadomości badacza. Jako alternatywę proponuje kwantowograwitacyjny mechanizm pomiaru.